# 长尾芦雀
，是雀形目唐纳雀科的一种鸟类，属于单型的长尾芦雀属（学名：Donacospiza）。
长尾芦雀体重约16.5克，翼长约57.8毫米，喙宽度约3.8毫米，喙厚度约4.5毫米，嘴峰长约12.9毫米，跗蹠长约17.3毫米，尾长约68.2毫米。
长尾芦雀具有部分的迁徙性，栖息在湖泊、沼泽等湿地环境，它们是杂食性动物，主要以昆虫、蜘蛛等陆生无脊椎动物为食。它们分布在玻利维亚北部至巴拉圭东南部、巴西东南部、乌拉圭和阿根廷东北部。